# Drosera neocaledonica
Espèce
Classification phylogénétique
Drosera neocaledonica est une espèce de plantes à fleurs de la famille des Droseraceae. C'est une plante carnivore.

## Étymologie
Son nom d'espèce lui a été donné en référence à la Nouvelle-Calédonie.

## Description

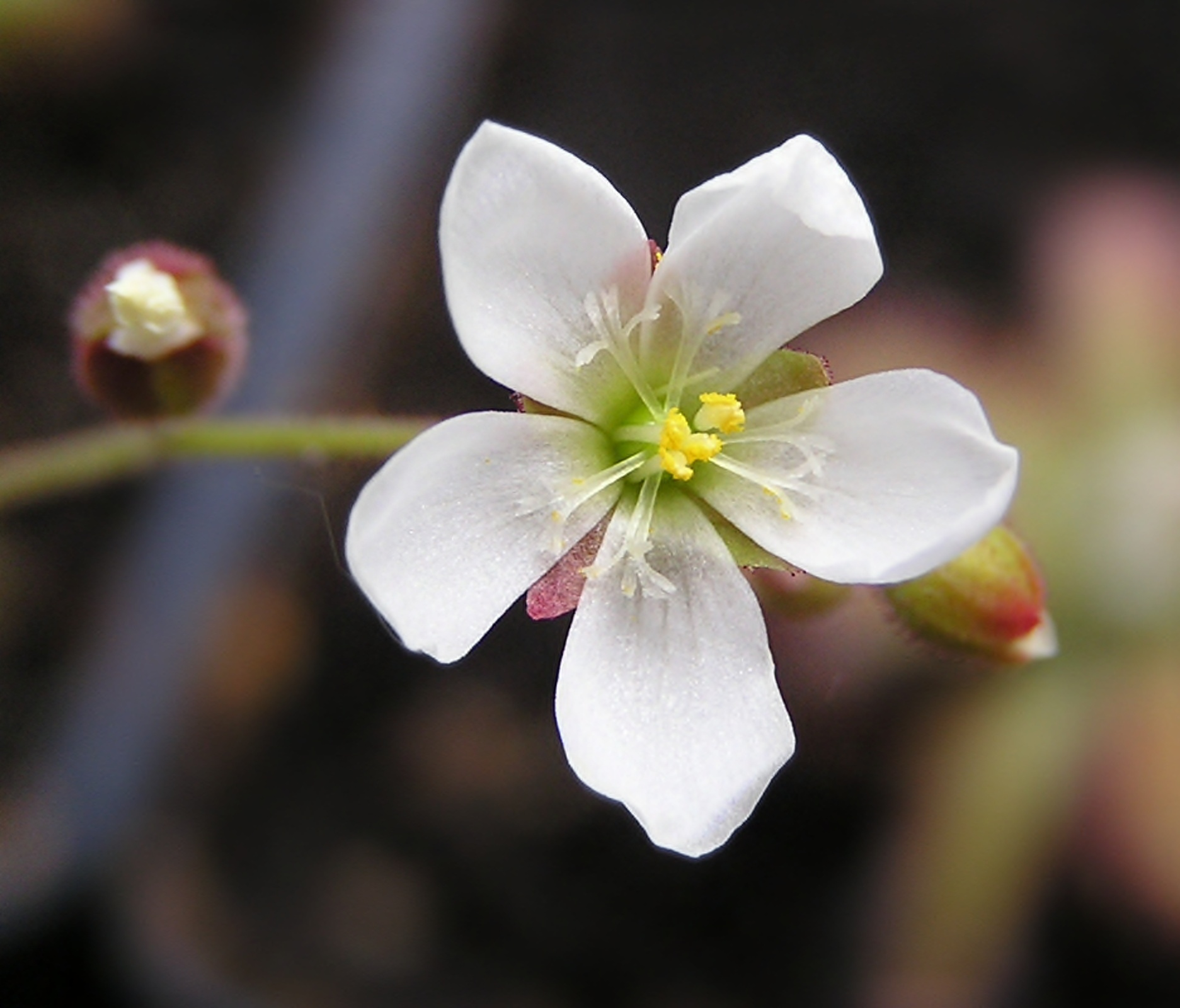
Fleur de Drosera neocaledonica.

Cette espèce est de petite taille. La rosette mesure environ 60 mm. Les tiges peuvent atteindre 120 mm. Les feuilles sont constituées d'un pétiole poilu de 20 mm et d'un limbe glanduleux de 5 mm de long sur 2 de large. Il s'agit d'une plante carnivore.

## Répartition
Drosera neocaledonica est endémique de la Nouvelle-Calédonie. Présente seulement dans le sud de l'île, elle n'a été trouvée qu'en dessous de 1 000 m d'altitude dans des tourbières sablonneuses.

## Phylogénie
Le nombre de chromosomes de Drosera neocaledonica est de type 2n=40. Cette caractéristique commune avec Drosera spatulata (forme Kanto) peut laisser supposer l'existence d'un ancêtre commun.